# Раду XII Леон
Раду XII Леон (на румънски: Radu Leon) е владетел на Влашко от 1664 до 1669 г.

## Живот
Раду е син на Леон I Томша, княз на Влашко (1629 – 1632), който според доста автори е с гръцко произхождение.
През 1664 г. срещу голям откуп от 400 000 дукати, дадени на великия везир Фазъл Ахмед паша от рода Кьопрюлю, Раду получава поста княз на Влашко на мястото на Григоре I Гика. Към този момент Гика вече е компрометиран пред османските управници, тъй като е уличен, че тайно от тях поддържа отношения с Хабсбургите, за да направи Влахия независимо княжество. Раду слабо говори влашки и в управлението си се опира на фанариотите, което предизвиква недоволството на болярите в страната.
Съперниците на Раду за властта във Влашко, родът Кантакузино, непрекъснато изпращат до Високата порта сигнали за злоупотребите на новия княз, за налагане на нови данъци, от които не са освободени и болярите. В началото на 1669 г. те изпращат в Цариград група от 200 боляри с молба Раду да бъде сменен заради неговите злодеяния. Раду от своя страна също изпраща нарочни представители със задача да опровергаят обвиненията. Султанът изпраща на място във Влахия свой представител, който да установи истината. Кантакузини го подкупват и докладът се оказва неблагоприятен за Раду. На негово място е сложен Антоний Попещи. По-нататъшната съдба на Раду Леон не е известна.